# Bataille de Wanat
 (mai 2025).
Guerre d'Afghanistan
La bataille de Wanat se déroula le 13 juillet 2008 dans la province de Kunar. Elle opposa des militaires américains et afghans à des insurgés talibans. Elle se solde par une victoire tactique de la Coalition mais une victoire stratégique des talibans.

## Contexte
En 2008, l'OTAN déploie des troupes le long de la frontière afghano-pakistanaise dans les zones soupçonnées d'abriter des lignes de ravitaillement de l'insurrection. Ces troupes établissent plusieurs petites bases avancées. Le 8 juillet, une unité composée de 72 soldats de la Coalition (48 Américains et 24 Afghans) s'installent près du village de Wanat. Leurs installations comportent une base avancée et un poste d'observation.
Dans la soirée du 12 juillet, les Talibans arrivent au village de Wanat, demandent à la population de partir (pour épargner les civils) et se préparent pour un assaut.

## La bataille
Les Talibans attaquent par surprise vers 4 h 30 du matin. Le début de la bataille est à leur avantage et ils détruisent les mortiers et le lance-missile TOW de la base. Le poste d'observation subit une violente attaque et manque de tomber en leurs mains. Ils parviennent même à pénétrer dans la base. Cependant, une forte résistance américaine permet aux soldats de la Coalition de ne pas être submergés et de repousser les insurgés en dehors avec de lourdes pertes des deux côtés. Un soutien d'artillerie, renforcé ensuite par des hélicoptères et des avions, permet de dégager le poste d'observation. Vers la mi-journée, les combattants talibans se replient.
Au cours de la bataille, la Coalition a souffert de 13 morts (9 Américains et 4 Afghans) et 31 blessés (27 Américains et 4 Afghans). À la fin du combat, il n'y a plus que 8 militaires américains encore indemnes. Les pertes talibanes sont estimées entre 21 et 52 morts par l'OTAN. Cependant, seuls 2 cadavres ont effectivement été retrouvés.

## Suites de la bataille
Trois jours plus tard, la base est abandonnée au profit d'une nouvelle installation une dizaine de kilomètres plus loin. Une enquête de l'armée américaine dirigée par le général Richard F. Natonski révèle que la police locale a dû soutenir les insurgés en cachant des armes et des munitions dans ses locaux. En effet, les Américains y auraient découvert des armes récemment utilisées et surtout une quantité d'armes et de munitions très largement supérieure aux besoins de 20 policiers. Il apparaît aussi que la longue durée des négociations - 10 mois, relativement au site d'implantation de la base a probablement causé des fuites vers les Talibans.